# Sainte-Foy-lès-Lyon
Sainte-Foy-lès-Lyon is een gemeente in de Franse Métropole de Lyon (regio Auvergne-Rhône-Alpes). De plaats maakt deel uit van het arrondissement Lyon. Sainte-Foy-lès-Lyon telde op 1 januari 2022 21.893 inwoners.
Het Romeins aquaduct van de Gier dat drinkwater aanvoerde naar Lyon liep door de gemeente. Resten van het aquaduct bleven bewaard.

## Geografie
De oppervlakte van Sainte-Foy-lès-Lyon bedroeg op 1 januari 2022 6,83 vierkante kilometer; de bevolkingsdichtheid was toen 3.205,4 inwoners per km².

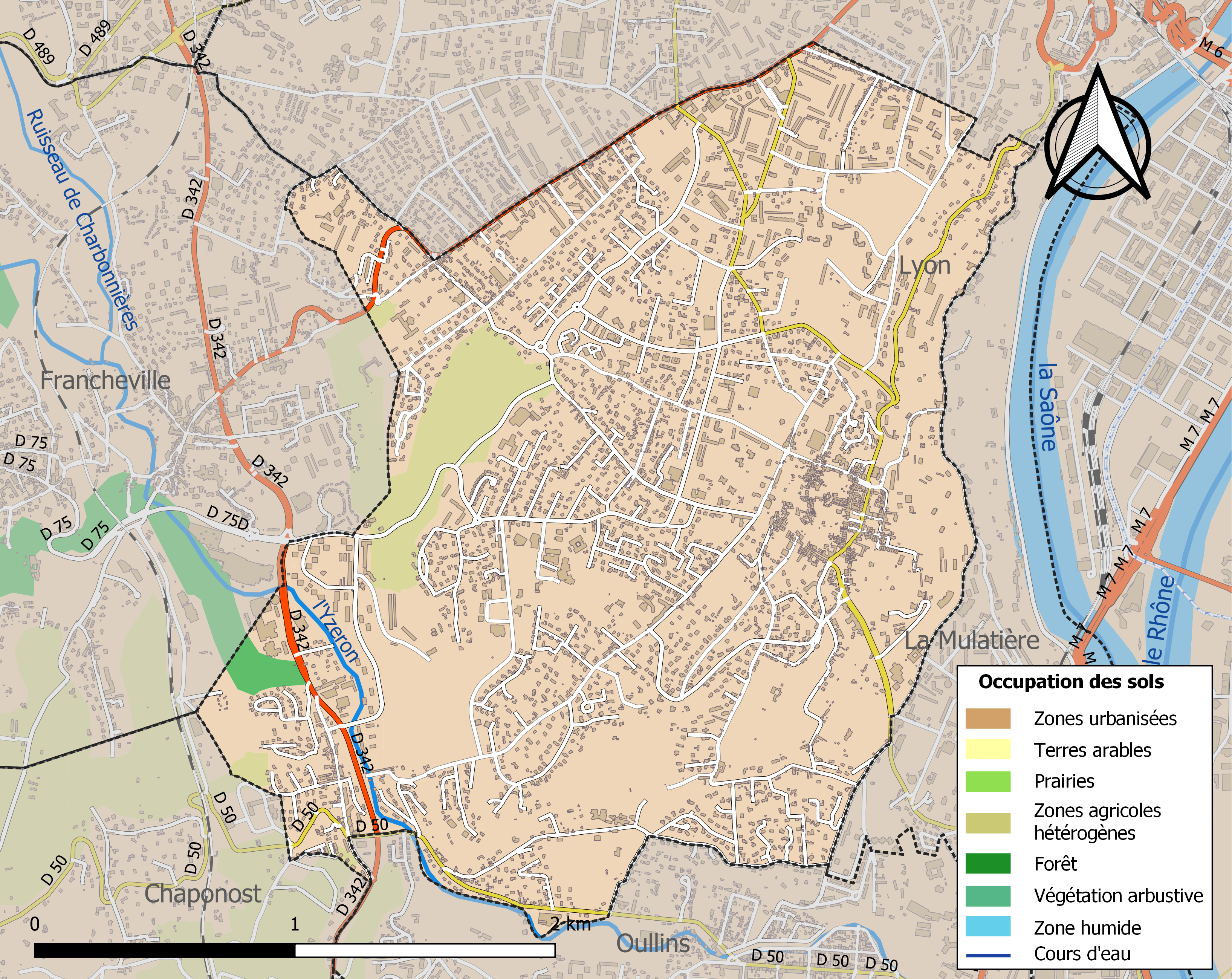
Kaart van de gemeente met de belangrijkste infrastructuur, bodemgebruik en omliggende gemeenten

## Demografie
Onderstaande figuur toont het verloop van het inwonertal (bron: INSEE-tellingen).

## Geboren in Sainte-Foy-lès-Lyon
- Ferdinand Arnodin ( 1845-1924), ingenieur en ondernemer die de zweefbrug bedacht
- Marcel Achard (1899-1974), toneelschrijver
- Eric-Emmanuel Schmitt (1960), schrijver
- Florian Maurice (1974), voetballer
- Frédéric Kanouté (1977), voetballer
- Mehdi Zeffane (1992), voetballer

## Overleden in Sainte-Foy-lès-Lyon
- Camille Pernon (1753-1808), zijdefabrikant in Lyon